# Peter Dawson
Peter Dawson   (Pinjarra, 4 de febrer de 1982) és un exciclista australià, que fou professional entre 2006 i 2008. Es va especialitzar amb ciclisme en pista, on ha guanyat quatre títols de Campió del món en persecució per equips. També va guanyar una medalla d'or als Jocs Olímpics de 2004 en persecució per equips, encara que només va participar en les rondes preliminars.

## Palmarès en pista
- 1999
  -  Campió del món júnior en Persecució per equips (amb Andrew Mason, Kieran Cameron i Nicholas Graham)
- 2002
  -  Campió del món de Persecució per equips (amb Brett Lancaster, Stephen Wooldridge i Luke Roberts)
  - Medalla d'or als Jocs de la Commonwealth en Persecució per equips
- 2003
  -  Campió del món de Persecució per equips (amb Graeme Brown, Brett Lancaster i Luke Roberts)
- 2004
  -  Medalla d'or als Jocs Olímpics d'Atenes en Persecució per equips (amb Graeme Brown, Brett Lancaster, Luke Roberts, Bradley McGee i Stephen Wooldridge)
  -  Campió del món de Persecució per equips (amb Ashley Hutchinson, Stephen Wooldridge i Luke Roberts)
- 2006
  -  Campió del món de Persecució per equips (amb Matthew Goss, Stephen Wooldridge i Mark Jamieson)

### Resultats a laCopa del Món
- 2002
  - 1r a Sydney, en Persecució
- 2005-2006
  - 1r a Moscou, en Persecució per equips
- 2007-2008
  - 1r a Los Angeles, en Persecució per equips

## Palmarès en ruta
- 2004
  - Vencedor d'una etapa al Giro de les Regions
- 2005
  - Vencedor d'una etapa al Tour de Tasmània
- 2007
  - Vencedor de 2 etapes al International Cycling Classic
  - Vencedor de 2 etapes al Tour of the Murray River
  - Vencedor d'una etapa al Tour de Perth
- 2008
  - Vencedor de 2 etapes al International Cycling Classic